# Journal of the Acoustical Society of America
Journal of the Acoustical Society of America is een internationaal, aan collegiale toetsing onderworpen wetenschappelijk tijdschrift op het gebied van de akoestiek. Het is een breed tijdschrift dat reikt van de zuiver natuurkundige aspecten van geluid tot de biologische en psychologische, zoals in de audiologie en logopedie. De naam wordt in literatuurverwijzingen meestal afgekort tot J. Acoust. Soc. Am. Het tijdschrift wordt uitgegeven door de Acoustical Society of America namens het American Institute of Physics en verschijnt maandelijks. Het eerste nummer verscheen in 1929.